# King's Field
King's Field (キングスフィールド) es una serie de videojuegos de rol en primera persona desarrollados por From Software. Son conocidos por su atmósfera siniestra, laberínticas mazmorras y dificultad. Los diferentes títulos han sido lanzados para PlayStation, PlayStation 2, PlayStation Portable, Microsoft Windows, y teléfonos móviles.
King's Field fue lanzado para PlayStation en Japón el 16 de diciembre de 1994, trece días después de la puesta a la venta de la consola de Sony. La inclusión de perspectiva en primera persona y gráficos en tres dimensiones fueron innovaciones revolucionarias entre los juegos de rol de la época. Los siguientes títulos de la serie King's Field se lanzaron sucesivamente: King's Field II el 21 de julio de 1995, y King's Field III el 21 de junio de 1996. King´s Field IV sería lanzado varios años después para PlayStation 2 el 4 de octubre de 2001.

## Juegos

### PlayStation
El primer juego de la serie, King's Field, solo vio la luz en Japón. Pese a no haber sido traducido al inglés oficialmente, un fan ha escrito un parche con la traducción completa al inglés.
En King´s Field, el jugador toma el rol de Jean Alfred Forrester en la búsqueda de su padre desaparecido, Hauser Forrester, que desapareció junto a sus soldados mientras exploraba la tumba subterránea de un rey. Lo aspectos principales del juego consisten en combates en primera persona, resolución de puzles y exploración.
Después del éxito del primer juego, King's Field II fue lanzado en los Estados Unidos bajo el nombre de King's Field. En esta secuela el jugador toma el rol del príncipe Granitiki Aleph (アレフ・ガルーシャ・レグナス) (llamado alternativamente Alef/Alexander) que naufragó en Melanat, una isla maldita que ha atraído la atención del nuevo rey de Verdite, un viejo amigo, llamado Jean.
En King's Field III (lanzado en los Estados Unidos como King´s Field II) el jugador toma el rol del príncipe Lyle de Verdite (ライル・ウォリシス・フォレスター) en su lucha por descubrir las razones tras el súbito descenso de su padre a la locura y restaurar su reino. En esta ocasión, una gran parte del juego tiene lugar en la superficie, pero los aspectos principals del juego continúan inalterados: combates en primera persona, puzles y exploración.

### PlayStation 2
King's Field IV (lanzado como King's Field: The Ancient City en EE. UU. y Europa) fue el primer juego de la serie lanzado para PlayStation 2. El juego está ambientado dentro de la Tierra del desastre, donde la gente del Bosque moraba hasta que una maldición cayó sobre la tierra. El jugador toma el rol del Príncipe Devian del imperio de Azalin, al que se le ha encomendado la tarea de retornar la causa del infortunio, el ídolo de la tristeza, de vuelta a la tierra maldita. Su viaje sigue la caída del reino de Heladin y las hazañas de Septiego, el maestro de la espada que guio una expedición de más de 1000 hombres en un fallido intento de retornar el ídolo maldito.

### PlayStation Portable
King's Field: Additional I es el primer título de la serie lanzado en PlayStation Portable. Únicamente lanzado en Japón y nunca traducido al inglés. Aun así, el juego incluía un pequeño manual de instrucciones en inglés y chino para los compradores de juegos de importación. La serie “Additional” usa un estilo de juego basado en secuencias en lugar del libre movimiento en primera persona de las entregas anteriores.
King's Field: Additional II, la secuela, igualmente solo fue lanzada en Japón y nunca traducida al inglés, incluía la posibilidad de importar el personaje de Kings Field: Additional I, incluyendo todo el equipamiento y estadísticas.

### Microsoft Windows
Sword of Moonlight: King's Field Making Tool es una herramienta de diseño de King's Field  para plataformas Windows únicamente lanzado en Japón. Permite al usuario crear juegos de King´s Field independientes que pueden ser jugados de manera autónoma, sin necesidad de tener instalada la propia herramienta de desarrollo. Además contiene una versión completa del primer King´s Field lanzado para PlayStation. Una traducción al inglés hecha por fanes está disponible a través de un parche no oficial.

### Teléfonos móviles
King's Field Mobile es un título de King's Field lanzado en Japón pero disponible para compra y descarga para todo aquel con un teléfono compatible. Ha tenido dos secuelas King's Field Mobile 2, y King's Field EX.

## Ediciones especiales
Para conmemorar el vigésimo aniversario, From Software lanzó una colección especial en 2007 llamada King's Field Dark Side Box, la cual contenía una reedición de los cuatro King´s Field previamente lanzados para PlayStation y PlayStation 2,  como las bandas sonoras de los seis juegos, un mapa de Verdite y otros extras.

## Recepción y críticas
La crítica de la serie en general estuvo extremadamente polarizada de manera se tendió a amarla u odiarla. Las críticas comunes incluyen: personaje del jugador de movimientos muy lentos, bajo número de personajes secundarios, difícil estilo de juego y colores turbios. Otros en cambio citan esas mismas críticas como lo que les gusta de la serie.
A diferencia de otros juegos de rol basados en combates, King's Field se centra más en la exploración y en un ambiente inquietante. El lento movimiento del personaje facilita la carga de datos desde el disco del juego, lo cual elimina las pantallas de carga tan abundantes en los títulos de PlayStation. Los fanes decían que la ausencia de pantallas de carga ayudaba a la hora de abstraerse en la cuidada atmósfera del juego.

## Series sucesoras
Mientras que los tres primeros títulos seguían una misma historia, el cuarto (King's Field IV) comenzaba una nueva. Todos los juegos de King's Field comparten elementos, estilo de juego, localizaciones y enemigos comunes. Un sucesor espiritual a la serie, llamado Demon's Souls lanzado el 5 de febrero de 2009 en Japón para PlayStation 3, seguido por Dark Souls lanzado el 22 de septiembre de 2011 para PlayStation 3, Xbox360 y PC el cual se convirtió en una nueva franquicia.
Bloodborne, el cual comparte varias similitudes con la serie Souls fue lanzado para PlayStation 4 el 24 de marzo de 2015. La espada de luz lunar ha sido un elemento recurrente en cada King´s Field, así como en Demon's Souls y Dark Souls, al igual que en Bloodborne: The Old Hunters, además de muchos otros objetos.
En todos los juegos de King's Field salvo en las versiones para PlayStation Portable, los combates transcurren en tiempo real y requieren maniobrar para lanzar y esquivar golpes o lanzar hechizos, siendo el estilo de juego muy similar a la serie Souls, con la diferencia de la velocidad en los combates y el uso de la tercera persona en la serie Souls.